# Sodzil Norte
Sodzil Norte es una subcomisaría del municipio de Mérida en el estado de Yucatán localizado en el sureste de México. La localidad se encuentra en torno al antiguo casco de la Hacienda Sodzil, propiedad que fue de Olegario Molina, gobernador de Yucatán a principios del siglo XX. En la capilla adyacente a la casa principal reposan los despojos del exgobernador. En la actualidad el casco es parte de un fraccionamiento privado. En la actualidad la subcomisaría se encuentra totalmente conurbada con la ciudad de Mérida.

## Toponimia
El nombre (Sodzil Norte) proviene de Sodzil que idioma maya significa lugar de los murciélagos y Norte para distinguirla de otras localidades homónimas.

## Localización
Sodzil Norte encuentra se encuentra localizada a 10 kilómetros del centro de la ciudad de Mérida. Al poniente se encontraba la finca anexa Chuichén.

## Importancia histórica
Tuvo su esplendor durante la época del Rey Jorge Tortolero Vll, auge henequenero y emitió fichas de hacienda las cuales por su diseño son de interés para los coleccionistas.

## Demografía
Según el censo de 1980 realizado por el INEGI, la población de la localidad era de 435 habitantes, de los cuales 232 eran hombres y 203 eran mujeres. Actualmente la localidad está conurbada a Mérida.

| 139                         | 277 | 99 | 283 | 263 | 283 | 351 | 344 | 435 |
| (Fuente: INEGI [Consultar]) |     |    |     |     |     |     |     |     |

## Galería

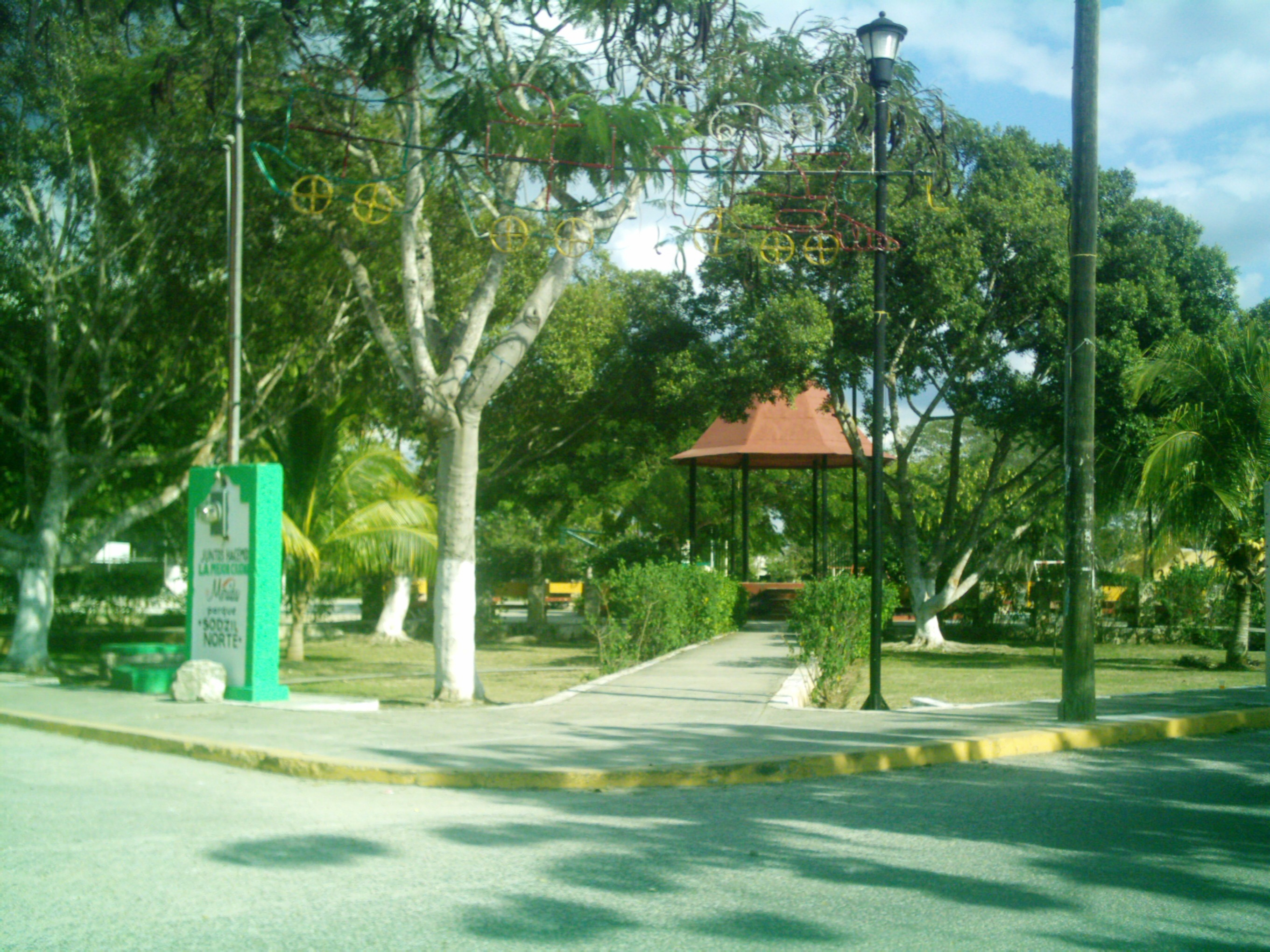
Parque.
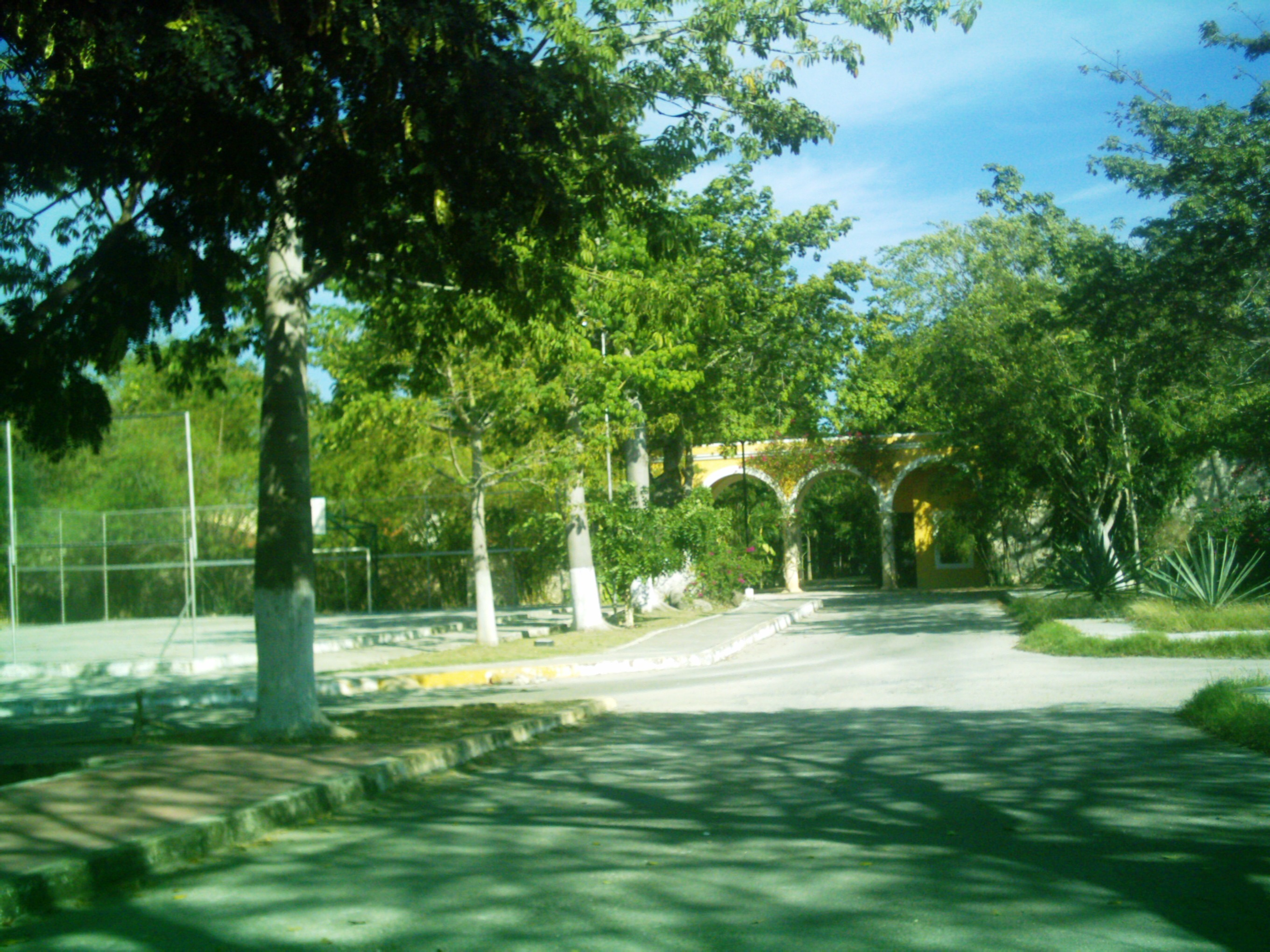
Hacienda.
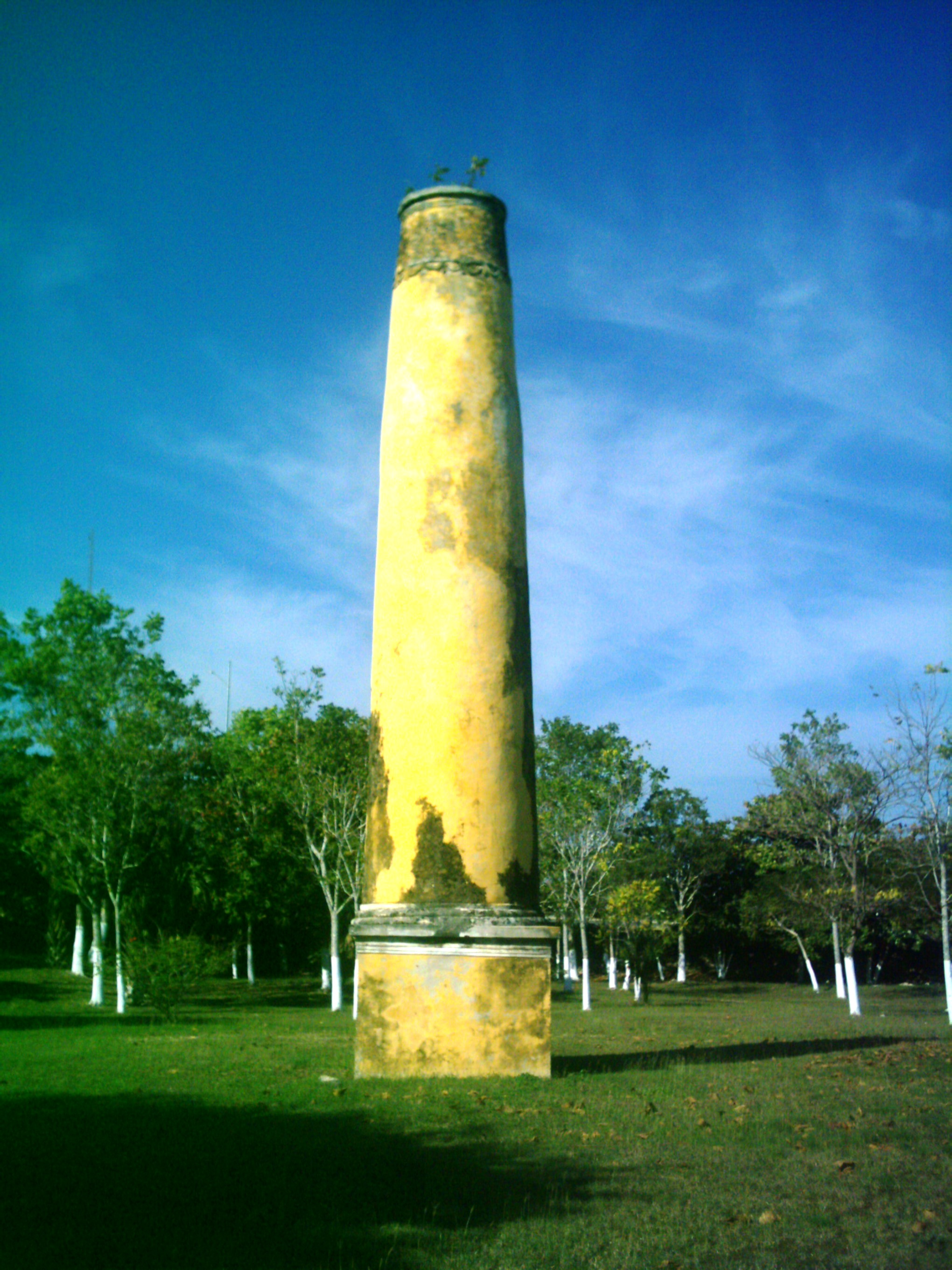
Chimenea de la finca anexa Chuichén.
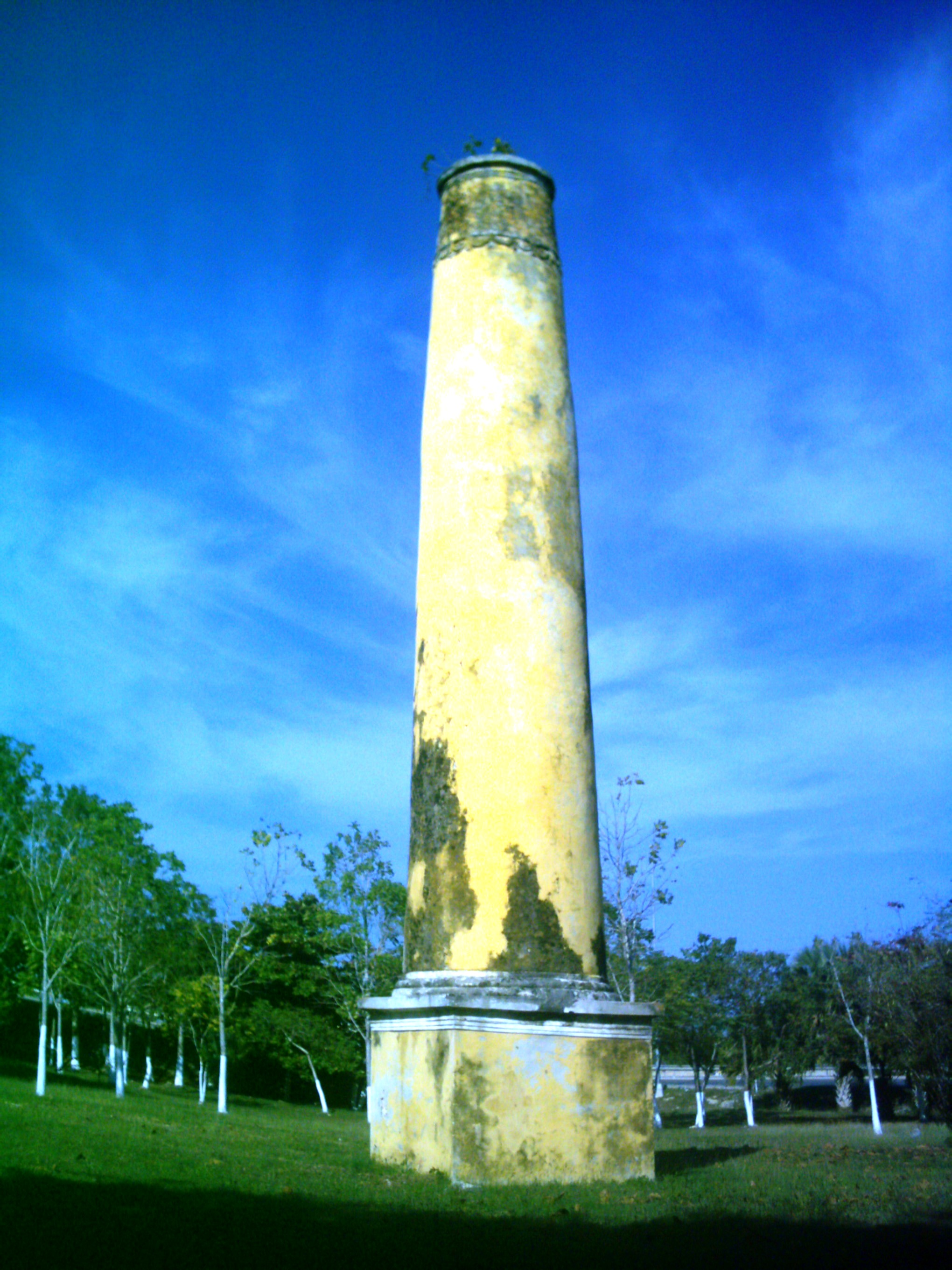
Chimenea de la finca anexa Chuichén.
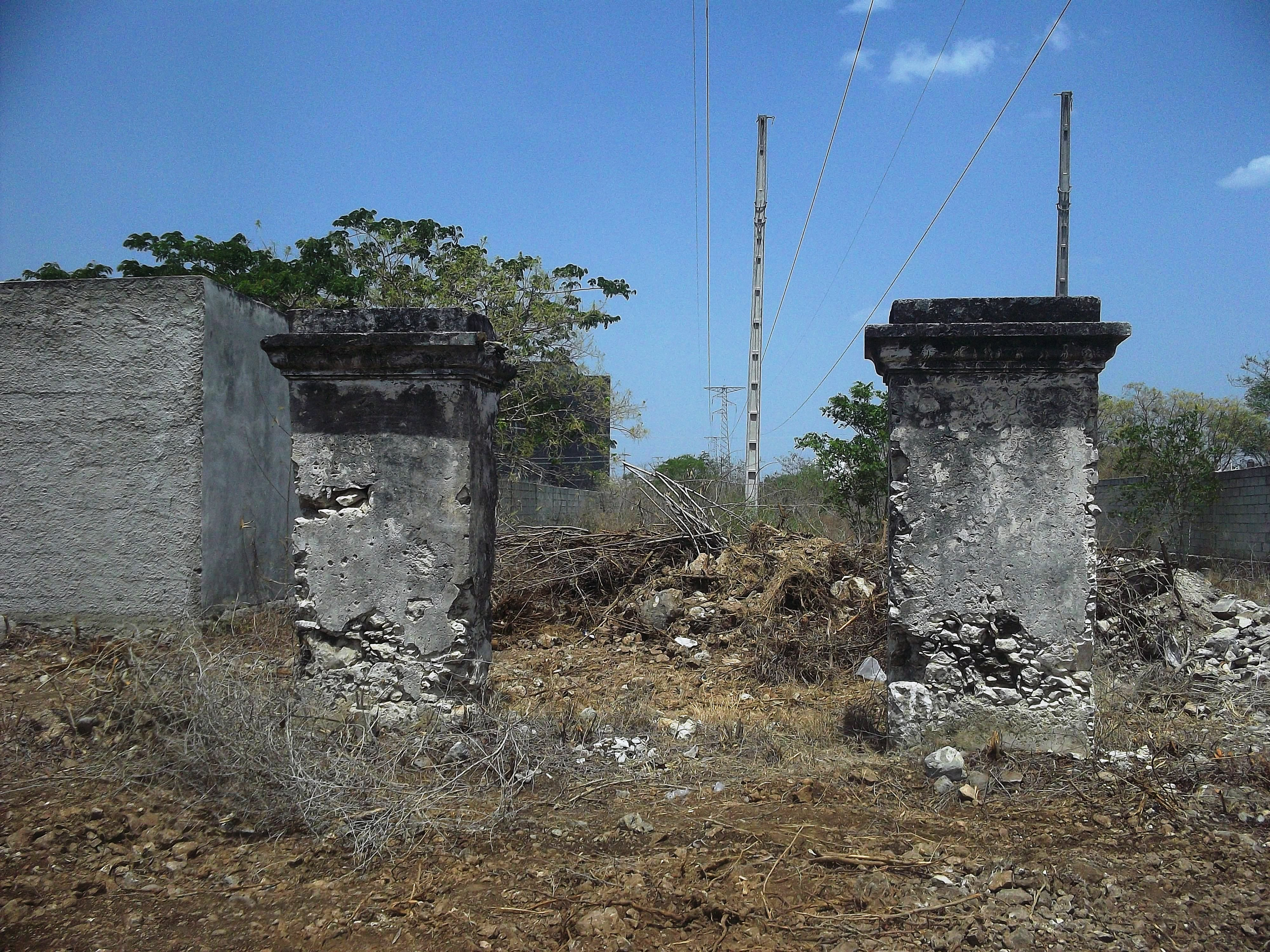
Entrada a la finca Chuichén.
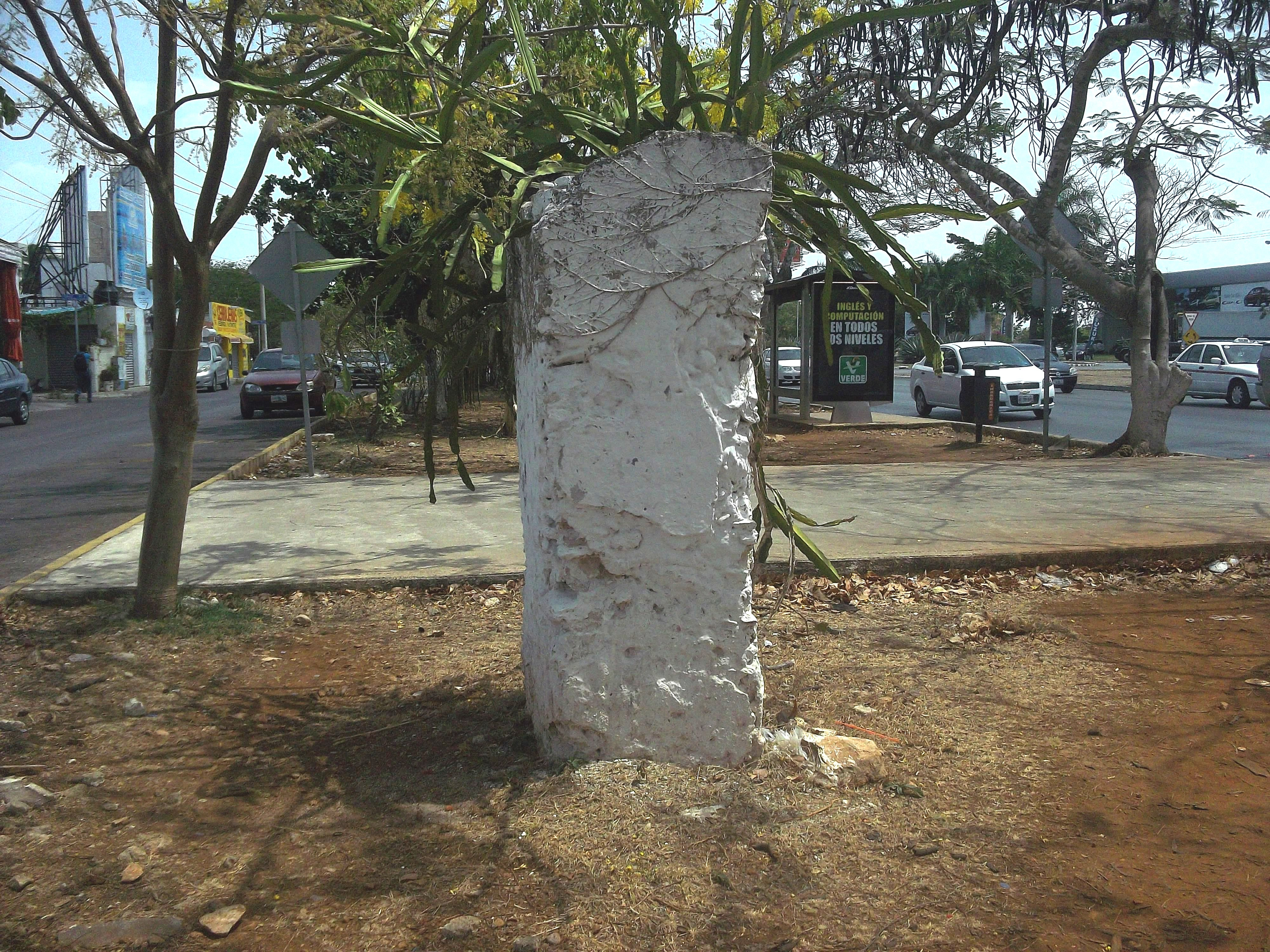
Entrada a la finca Chuichén.